# فرودگاه منطقه‌ای کیپ گیرارداو
فرودگاه منطقه‌ای کیپ گیرارداو (به انگلیسی: Cape Girardeau Regional Airport) یک فرودگاه همگانی بهره‌برداری هوایی با کد یاتا CGI است که یک باند فرود بتن دارد و طول باند آن ۱۹۸۱ متر است. این فرودگاه در شهر کیپ ژراردو، میزوری کشور ایالات متحده آمریکا قرار دارد و در ارتفاع ۱۰۴ متری از سطح دریا واقع شده‌است.